# Jezernice (Czechy)
Jezernice – miejscowość i gmina (obec) w Czechach, w kraju ołomunieckim, w powiecie Przerów. W 2022 roku liczyła 661 mieszkańców.